# 6 Heures de Monza 2023
Navigation
Édition précédente Édition suivante
Les 6 Heures de Monza 2023, disputées le 9 juillet 2023 sur le circuit de Monza, sont la soixante-troisième édition de cette course, la troisième sur un format de six heures, et la cinquième manche du Championnat du monde d'endurance FIA 2023.

## Engagés

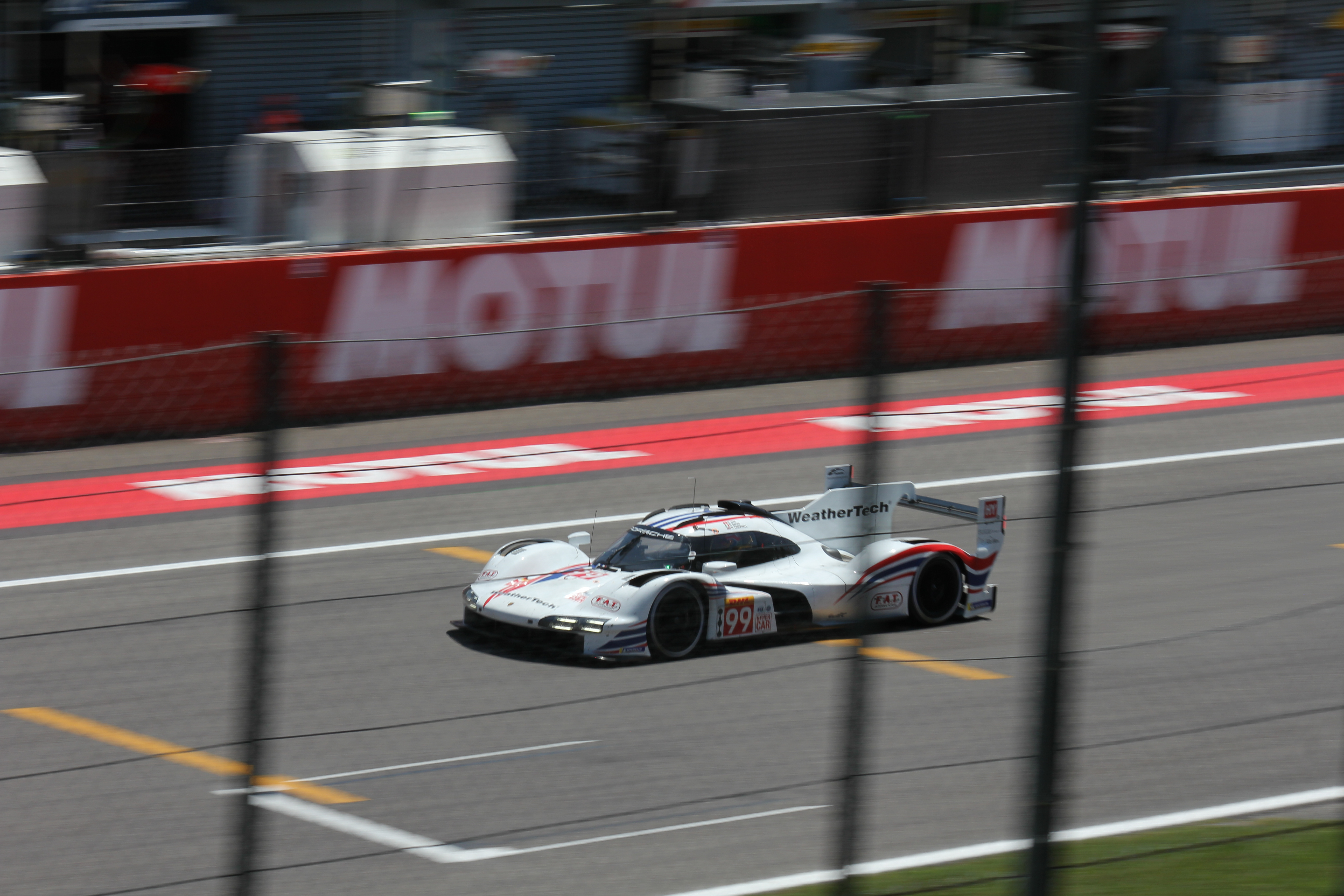
Porsche 963 n°99 de l"écurie Proton Competition

Dans la catégorie Hypercar, pour la première fois de la saison, l’écurie allemande Proton Competition avait participé à une manche du Championnat du monde d'endurance FIA 2023 avec une Porsche 963. Celle-ciL, la n°99, avait été confiée aux pilotes Gianmaria Bruni, Harry Tincknell et Neel Jani. L'écurie autrichienne Floyd Vanwall Racing Team a remplacé le pilote français Tom Dillmann par le pilote brésilien João Paulo de Oliveira et l'écurie américaine Glickenhaus Racing a remplacé le pilote australieb Ryan Briscoe par le pilote français Nathanaël Berthon.
Dans la catégorie LMP2, l'Oreca 07 n°9 de l'écurie Prema Racing avait fait évoluer son équipage car le pilote américain Juan Manuel Correa étant retenu pour une manche du Championnat de Formule 2 2023 à Silverstone, il avait été remplacé par le pilote italien Andrea Caldarelli. L'Oreca 07 n°63 de cette même écurie avait aussi fait évoluer son équipage car le pilote italien Mirko Bortolotti avait été retenu pour une manche du championnat Deutsche Tourenwagen Masters au Norisring et avait été remplacé par le pilote suisse Mathias Beche. L'écurie britannique United Autosports avait également dû modifier ses équipages pour cause d'engagement de ses pilotes dans d'autres championnat. L'Oreca 07 n°22 a vu arrivé le pilote britannique Ben Hanley afin de remplacer le pilote portugais Filipe Albuquerque retenu par une participation aux WeatherTech SportsCar Championship 2023 pour une manche au Canadian Tire Motorsport Park et L'Oreca 07 n°23 a vu arrivé le pilote néerlandais Giedo van der Garde afin de remplacer le pilote britannique Tom Blomqvist, lui aussi retenu par une participation aux WeatherTech SportsCar Championship 2023.
Dans la catégorie LMGTE Am, l'écurie allemande Project 1 - AO avait fait évoluer son équipage et les pilotes américains P. J. Hyett (en) et Gunnar Jeannette avait été remplacés par le pilote portugais Guilherme Oliveira (en) et le pilote dominicain Efrin Castro. L'écurie suisse Kessel Racing avait également fait évoluer son équipage et le pilote brésilien Daniel Serra avait été remplacé par le pilote japonais Kei Cozzolino. La Porsche 911 RSR-19 n°88 de l'écurie allemande Proton Competition ainsi que l'Aston Martin Vantage AMR n°98 n'ont pas participer à l'épreuve.

## Qualifications
| Pos. | Classe   | N°  | Écurie                       | Pilote              | Temps          | Écart      | Grille |
| ---- | -------- | --- | ---------------------------- | ------------------- | -------------- | ---------- | ------ |
| 1    | Hypercar | 7   | Toyota Gazoo Racing          | Kamui Kobayashi     | 1 min 35 s 358 | -          | 1      |
| 2    | Hypercar | 50  | Ferrari - AF Corse           | Antonio Fuoco       | 1 min 35 s 375 | + 0 s 017  | 2      |
| 3    | Hypercar | 8   | Toyota Gazoo Racing          | Brendon Hartley     | 1 min 35 s 460 | + 0 s 102  | 3      |
| 4    | Hypercar | 93  | Peugeot TotalEnergies        | Jean-Éric Vergne    | 1 min 35 s 662 | + 0 s 304  | 4      |
| 5    | Hypercar | 2   | Cadillac Racing              | Alex Lynn           | 1 min 35 s 720 | + 0 s 362  | 5      |
| 6    | Hypercar | 51  | Ferrari - AF Corse           | Antonio Giovinazzi  | 1 min 35 s 771 | + 0 s 413  | 6      |
| 7    | Hypercar | 94  | Peugeot TotalEnergies        | Gustavo Menezes     | 1 min 35 s 780 | + 0 s 422  | 7      |
| 8    | Hypercar | 5   | Porsche Penske Motorsport    | Frédéric Makowiecki | 1 min 35 s 973 | + 0 s 615  | 8      |
| 9    | Hypercar | 38  | Hertz Team Jota              | Ye Yifei            | 1 min 36 s 188 | + 0 s 830  | 9      |
| 10   | Hypercar | 6   | Porsche Penske Motorsport    | Kévin Estre         | 1 min 36 s 497 | + 1 s 139  | 10     |
| 11   | Hypercar | 708 | Hertz Team Jota              | Olivier Pla         | 1 min 36 s 614 | + 1 s 256  | 11     |
| 12   | Hypercar | 99  | Proton Competition           | Harry Tincknell     | 1 min 36 s 668 | + 1 s 310  | 12     |
| 13   | Hypercar | 4   | Floyd Vanwall Racing Team    | Esteban Guerrieri   | 1 min 38 s 089 | + 2 s 731  | 13     |
| 14   | LMP2     | 41  | Team WRT                     | Robert Kubica       | 1 min 39 s 354 | + 3 s 996  | 14     |
| 15   | LMP2     | 28  | Jota                         | Pietro Fittipaldi   | 1 min 39 s 707 | + 4 s 349  | 15     |
| 16   | LMP2     | 22  | United Autosports            | Phil Hanson         | 1 min 39 s 790 | + 4 s 432  | 16     |
| 17   | LMP2     | 10  | Vector Sport                 | Gabriel Aubry       | 1 min 39 s 887 | + 4 s 529  | 17     |
| 18   | LMP2     | 34  | Inter Europol Competition    | Albert Costa        | 1 min 39 s 894 | + 4 s 536  | 18     |
| 19   | LMP2     | 31  | Team WRT                     | Ferdinand Habsburg  | 1 min 39 s 957 | + 4 s 599  | 19     |
| 20   | LMP2     | 63  | Prema Racing                 | Doriane Pin         | 1 min 39 s 976 | + 4 s 618  | 20     |
| 21   | LMP2     | 35  | Alpine ELF Team              | Olli Caldwell       | 1 min 40 s 061 | + 4 s 703  | 21     |
| 22   | LMP2     | 36  | Alpine ELF Team              | Charles Milesi      | 1 min 40 s 214 | + 4 s 856  | 22     |
| 23   | LMP2     | 9   | Prema Racing                 | Andrea Caldarelli   | 1 min 40 s 340 | + 4 s 982  | 23     |
| 24   | LMP2     | 23  | United Autosports            | Giedo Van der Garde | 1 min 40 s 379 | + 5 s 021  | 24     |
| 25   | LMGTE Am | 85  | Iron Dames                   | Sarah Bovy          | 1 min 47 s 632 | + 12 s 274 | 25     |
| 26   | LMGTE Am | 25  | Oman Racing Team by TF Sport | Ahmad Al Harthy     | 1 min 48 s 058 | + 12 s 700 | 26     |
| 27   | LMGTE Am | 77  | Dempsey-Proton               | Christian Ried      | 1 min 48 s 116 | + 12 s 758 | 27     |
| 28   | LMGTE Am | 83  | Richard Mille AF Corse       | Luís Pérez Companc  | 1 min 48 s 221 | + 12 s 863 | 28     |
| 29   | LMGTE Am | 86  | GR Racing                    | Michael Wainwright  | 1 min 48 s 464 | + 13 s 106 | 29     |
| 30   | LMGTE Am | 33  | Corvette Racing              | Ben Keating         | 1 min 48 s 519 | + 13 s 161 | 30     |
| 31   | LMGTE Am | 54  | AF Corse                     | Thomas Flohr        | 1 min 48 s 599 | + 13 s 241 | 31     |
| 32   | LMGTE Am | 21  | AF Corse                     | Julien Piguet       | 1 min 48 s 713 | + 13 s 355 | 32     |
| 33   | LMGTE Am | 57  | Kessel Racing                | Takeshi Kimura      | 1 min 48 s 962 | + 13 s 604 | 33     |
| 34   | LMGTE Am | 56  | Project 1 - AO               | Efrin Castro        | 1 min 49 s 232 | + 13 s 874 | 34     |
| 35   | LMGTE Am | 777 | D'Station Racing             | Satoshi Hoshino     | 1 min 49 s 509 | + 14 s 151 | 35     |
| 36   | LMGTE Am | 60  | Iron Lynx                    | Claudio Schiavoni   | 1 min 49 s 883 | + 14 s 525 | 36     |

## Course

### Classement de la course
Voici le classement final au terme de la course.
- Les vainqueurs de chaque catégorie sont signalés par un fond jauni.
- Pour la colonne Pneus, il faut passer le curseur au-dessus du modèle pour connaître le manufacturier de pneumatiques.

| Pos  | Classe   | no  | Écurie                       | Pilotes                                                     | Châssis                        | Pneus | Tours     | Temps               |
| Pos  | Classe   | no  | Écurie                       | Pilotes                                                     | Moteur                         | Pneus | Tours     | Temps               |
| ---- | -------- | --- | ---------------------------- | ----------------------------------------------------------- | ------------------------------ | ----- | --------- | ------------------- |
| 1    | Hypercar | 7   | Toyota Gazoo Racing          | Mike Conway Kamui Kobayashi José María López                | Toyota GR010 Hybrid            | M     | 200       | 6 h 00 min 31 s 922 |
| 1    | Hypercar | 7   | Toyota Gazoo Racing          | Mike Conway Kamui Kobayashi José María López                | Toyota H8909 3,5 L V6 Bi-Turbo | M     | 200       | 6 h 00 min 31 s 922 |
| 2    | Hypercar | 50  | Ferrari - AF Corse           | Antonio Fuoco Miguel Molina Nicklas Nielsen                 | Ferrari 499P                   | M     | 200       | 16 s 520            |
| 2    | Hypercar | 50  | Ferrari - AF Corse           | Antonio Fuoco Miguel Molina Nicklas Nielsen                 | Ferrari 3,0 L V6 Bi-Turbo      | M     | 200       | 16 s 520            |
| 3    | Hypercar | 93  | Peugeot TotalEnergies        | Jean-Éric Vergne Mikkel Jensen Paul di Resta                | Peugeot 9X8                    | M     | 200       | 1 min 18 s 179      |
| 3    | Hypercar | 93  | Peugeot TotalEnergies        | Jean-Éric Vergne Mikkel Jensen Paul di Resta                | Peugeot 2,6 L V6 Bi-Turbo      | M     | 200       | 1 min 18 s 179      |
| 4    | Hypercar | 5   | Porsche Penske Motorsport    | Dane Cameron Michael Christensen Frédéric Makowiecki        | Porsche 963                    | M     | 199       | + 1 tour            |
| 4    | Hypercar | 5   | Porsche Penske Motorsport    | Dane Cameron Michael Christensen Frédéric Makowiecki        | Porsche 9RD 4,6 L V8 Bi-Turbo  | M     | 199       | + 1 tour            |
| 5    | Hypercar | 51  | Ferrari - AF Corse           | Alessandro Pier Guidi James Calado Antonio Giovinazzi       | Ferrari 499P                   | M     | 199       | + 1 tour            |
| 5    | Hypercar | 51  | Ferrari - AF Corse           | Alessandro Pier Guidi James Calado Antonio Giovinazzi       | Ferrari 3,0 L V6 Bi-Turbo      | M     | 199       | + 1 tour            |
| 6    | Hypercar | 8   | Toyota Gazoo Racing          | Sébastien Buemi Brendon Hartley Ryō Hirakawa                | Toyota GR010 Hybrid            | M     | 199       | + 1 tour            |
| 6    | Hypercar | 8   | Toyota Gazoo Racing          | Sébastien Buemi Brendon Hartley Ryō Hirakawa                | Toyota H8909 3,5 L V6 Bi-Turbo | M     | 199       | + 1 tour            |
| 7    | Hypercar | 6   | Porsche Penske Motorsport    | Kévin Estre André Lotterer Laurens Vanthoor                 | Porsche 963                    | M     | 199       | + 1 tour            |
| 7    | Hypercar | 6   | Porsche Penske Motorsport    | Kévin Estre André Lotterer Laurens Vanthoor                 | Porsche 9RD 4,6 L V8 Bi-Turbo  | M     | 199       | + 1 tour            |
| 8    | Hypercar | 708 | Glickenhaus Racing           | Romain Dumas Olivier Pla Nathanaël Berthon                  | Glickenhaus 007 LMH            | M     | 199       | + 1 tour            |
| 8    | Hypercar | 708 | Glickenhaus Racing           | Romain Dumas Olivier Pla Nathanaël Berthon                  | Glickenhaus 3,5 L V8 Turbo     | M     | 199       | + 1 tour            |
| 9    | Hypercar | 38  | Hertz Team Jota              | António Félix da Costa Will Stevens Ye Yifei                | Porsche 963                    | M     | 198       | + 2 tours           |
| 9    | Hypercar | 38  | Hertz Team Jota              | António Félix da Costa Will Stevens Ye Yifei                | Porsche 9RD 4,6 L V8 Bi-Turbo  | M     | 198       | + 2 tours           |
| 10   | Hypercar | 2   | Cadillac Racing              | Earl Bamber Alex Lynn Richard Westbrook                     | Cadillac V-Series.R            | M     | 198       | + 2 tours           |
| 10   | Hypercar | 2   | Cadillac Racing              | Earl Bamber Alex Lynn Richard Westbrook                     | Cadillac LMC55R 5,5 L V8 Atmo  | M     | 198       | + 2 tours           |
| 11   | LMP2     | 28  | Jota                         | Pietro Fittipaldi David Heinemeier Hansson Oliver Rasmussen | Oreca 07                       | G     | 193       | + 7 tours           |
| 11   | LMP2     | 28  | Jota                         | Pietro Fittipaldi David Heinemeier Hansson Oliver Rasmussen | Gibson GK428 4,2 L V8 Atmo     | G     | 193       | + 7 tours           |
| 12   | LMP2     | 36  | Alpine ELF Team              | Julien Canal Charles Milesi Matthieu Vaxiviere              | Oreca 07                       | G     | 192       | + 8 tours           |
| 12   | LMP2     | 36  | Alpine ELF Team              | Julien Canal Charles Milesi Matthieu Vaxiviere              | Gibson GK428 4,2 L V8 Atmo     | G     | 192       | + 8 tours           |
| 13   | LMP2     | 41  | Team WRT                     | Rui Andrade Louis Delétraz Robert Kubica                    | Oreca 07                       | G     | 192       | + 8 tours           |
| 13   | LMP2     | 41  | Team WRT                     | Rui Andrade Louis Delétraz Robert Kubica                    | Gibson GK428 4,2 L V8 Atmo     | G     | 192       | + 8 tours           |
| 14   | LMP2     | 23  | United Autosports            | Oliver Jarvis Josh Pierson Giedo Van der Garde              | Oreca 07                       | G     | + 8 tours |                     |
| 14   | LMP2     | 23  | United Autosports            | Oliver Jarvis Josh Pierson Giedo Van der Garde              | Gibson GK428 4,2 L V8 Atmo     | G     | + 8 tours |                     |
| 15   | LMP2     | 34  | Inter Europol Competition    | Albert Costa Fabio Scherer Jakub Śmiechowski                | Oreca 07                       | G     | 192       | + 8 tours           |
| 15   | LMP2     | 34  | Inter Europol Competition    | Albert Costa Fabio Scherer Jakub Śmiechowski                | Gibson GK428 4,2 L V8 Atmo     | G     | 192       | + 8 tours           |
| 16   | LMP2     | 22  | United Autosports            | Phil Hanson Frederick Lubin (en) Ben Hanley                 | Oreca 07                       | G     | 192       | + 8 tours           |
| 16   | LMP2     | 22  | United Autosports            | Phil Hanson Frederick Lubin (en) Ben Hanley                 | Gibson GK428 4,2 L V8 Atmo     | G     | 192       | + 8 tours           |
| 17   | LMP2     | 63  | Prema Racing                 | Doriane Pin Mathias Beche Daniil Kvyat                      | Oreca 07                       | G     | 192       | + 8 tours           |
| 17   | LMP2     | 63  | Prema Racing                 | Doriane Pin Mathias Beche Daniil Kvyat                      | Gibson GK428 4,2 L V8 Atmo     | G     | 192       | + 8 tours           |
| 18   | LMP2     | 35  | Alpine ELF Team              | Olli Caldwell André Negrão Memo Rojas                       | Oreca 07                       | G     | 192       | + 8 tours           |
| 18   | LMP2     | 35  | Alpine ELF Team              | Olli Caldwell André Negrão Memo Rojas                       | Gibson GK428 4,2 L V8 Atmo     | G     | 192       | + 8 tours           |
| 19   | Hypercar | 94  | Peugeot TotalEnergies        | Loïc Duval Gustavo Menezes Nico Müller                      | Peugeot 9X8                    | M     | 191       | + 9 tours           |
| 19   | Hypercar | 94  | Peugeot TotalEnergies        | Loïc Duval Gustavo Menezes Nico Müller                      | Peugeot 2,6 L V6 Bi-Turbo      | M     | 191       | + 9 tours           |
| 20   | Hypercar | 4   | Floyd Vanwall Racing Team    | Esteban Guerrieri Tristan Vautier João Paulo de Oliveira    | Vanwall Vandervell 680         | M     | 191       | + 9 tours           |
| 20   | Hypercar | 4   | Floyd Vanwall Racing Team    | Esteban Guerrieri Tristan Vautier João Paulo de Oliveira    | Gibson GK458 4,5 L V8 Atmo     | M     | 191       | + 9 tours           |
| 21   | LMP2     | 9   | Prema Racing                 | Filip Ugran Bent Viscaal Andrea Caldarelli                  | Oreca 07                       | G     | 191       | + 9 tours           |
| 21   | LMP2     | 9   | Prema Racing                 | Filip Ugran Bent Viscaal Andrea Caldarelli                  | Gibson GK428 4,2 L V8 Atmo     | G     | 191       | + 9 tours           |
| 22   | LMGTE Am | 77  | Dempsey-Proton               | Julien Andlauer Mikkel O. Pedersen Christian Ried           | Porsche 911 RSR-19             | M     | 185       | + 15 tours          |
| 22   | LMGTE Am | 77  | Dempsey-Proton               | Julien Andlauer Mikkel O. Pedersen Christian Ried           | Porsche 4,0 L Flat-6 Atmo      | M     | 185       | + 15 tours          |
| 23   | LMGTE Am | 60  | Iron Lynx                    | Matteo Cressoni Alessio Picariello Claudio Schiavoni        | Porsche 911 RSR-19             | M     | 185       | + 15 tours          |
| 23   | LMGTE Am | 60  | Iron Lynx                    | Matteo Cressoni Alessio Picariello Claudio Schiavoni        | Porsche 4,0 L Flat-6 Atmo      | M     | 185       | + 15 tours          |
| 24   | LMGTE Am | 86  | GR Racing                    | Michael Wainwright Benjamin Barker Riccardo Pera            | Porsche 911 RSR-19             | M     | 184       | + 16 tours          |
| 24   | LMGTE Am | 86  | GR Racing                    | Michael Wainwright Benjamin Barker Riccardo Pera            | Porsche 4,0 L Flat-6 Atmo      | M     | 184       | + 16 tours          |
| 25   | LMGTE Am | 33  | Corvette Racing              | Nicky Catsburg Ben Keating Nicolás Varrone (es)             | Chevrolet Corvette C8.R        | M     | 184       | + 16 tours          |
| 25   | LMGTE Am | 33  | Corvette Racing              | Nicky Catsburg Ben Keating Nicolás Varrone (es)             | Chevrolet 5,5 L V8 Atmo        | M     | 184       | + 16 tours          |
| 26   | LMGTE Am | 85  | Iron Dames                   | Sarah Bovy Rahel Frey Michelle Gatting                      | Porsche 911 RSR-19             | M     | 184       | + 16 tours          |
| 26   | LMGTE Am | 85  | Iron Dames                   | Sarah Bovy Rahel Frey Michelle Gatting                      | Porsche 4,0 L Flat-6 Atmo      | M     | 184       | + 16 tours          |
| 27   | LMGTE Am | 83  | Richard Mille AF Corse       | Luís Pérez Companc Alessio Rovera Lilou Wadoux              | Ferrari 488 GTE Evo            | M     | 183       | + 17 tours          |
| 27   | LMGTE Am | 83  | Richard Mille AF Corse       | Luís Pérez Companc Alessio Rovera Lilou Wadoux              | Ferrari F154CB 3,9 L V8 Turbo  | M     | 183       | + 17 tours          |
| 28   | LMGTE Am | 25  | Oman Racing Team by TF Sport | Ahmad Al Harthy Michael Dinan (en) Charlie Eastwood         | Aston Martin Vantage AMR       | M     | 183       | + 17 tours          |
| 28   | LMGTE Am | 25  | Oman Racing Team by TF Sport | Ahmad Al Harthy Michael Dinan (en) Charlie Eastwood         | Aston Martin 4,0 L V8 Bi-Turbo | M     | 183       | + 17 tours          |
| 29   | LMGTE Am | 56  | Project 1 - AO               | Efrin Castro Guilherme Oliveira (en) Matteo Cairoli         | Porsche 911 RSR-19             | M     | 183       | + 17 tours          |
| 29   | LMGTE Am | 56  | Project 1 - AO               | Efrin Castro Guilherme Oliveira (en) Matteo Cairoli         | Porsche 4,0 L Flat-6 Atmo      | M     | 183       | + 17 tours          |
| 30   | LMGTE Am | 21  | AF Corse                     | Julien Piguet Ulysse de Pauw (en) Simon Mann                | Ferrari 488 GTE Evo            | M     | 182       | + 18 tours          |
| 30   | LMGTE Am | 21  | AF Corse                     | Julien Piguet Ulysse de Pauw (en) Simon Mann                | Ferrari F154CB 3,9 L V8 Turbo  | M     | 182       | + 18 tours          |
| 31   | LMGTE Am | 54  | AF Corse                     | Francesco Castellacci Thomas Flohr Davide Rigon             | Ferrari 488 GTE Evo            | M     | 180       | + 20 tours          |
| 31   | LMGTE Am | 54  | AF Corse                     | Francesco Castellacci Thomas Flohr Davide Rigon             |                                | M     | 180       | + 20 tours          |
| Nc.  | LMP2     | 31  | Team WRT                     | Robin Frijns Sean Gelael Ferdinand Habsburg                 | Oreca 07                       | G     | 179       |                     |
| Nc.  | LMP2     | 31  | Team WRT                     | Robin Frijns Sean Gelael Ferdinand Habsburg                 | Gibson GK428 4,2 L V8 Atmo     | G     | 179       |                     |
| Abd. | Hypercar | 99  | Proton Competition           | Gianmaria Bruni Harry Tincknell Neel Jani                   | Porsche 963                    | M     | 134       |                     |
| Abd. | Hypercar | 99  | Proton Competition           | Gianmaria Bruni Harry Tincknell Neel Jani                   | Porsche 9RD 4,6 L V8 Bi-Turbo  | M     | 134       |                     |
| Abd. | LMGTE Am | 57  | Kessel Racing                | Takeshi Kimura Scott Huffaker (en) Kei Cozzolino            | Ferrari 488 GTE Evo            | M     | 70        | Accident            |
| Abd. | LMGTE Am | 57  | Kessel Racing                | Takeshi Kimura Scott Huffaker (en) Kei Cozzolino            | Ferrari F154CB 3,9 L V8 Turbo  | M     | 70        | Accident            |
| Abd. | LMP2     | 10  | Vector Sport                 | Gabriel Aubry Ryan Cullen Matthias Kaiser                   | Oreca 07                       | G     | 66        |                     |
| Abd. | LMP2     | 10  | Vector Sport                 | Gabriel Aubry Ryan Cullen Matthias Kaiser                   | Gibson GK428 4,2 L V8 Atmo     | G     | 66        |                     |
| Abd. | LMGTE Am | 777 | D'Station Racing             | Tomonobu Fujii Satoshi Hoshino Casper Stevenson (en)        | Aston Martin Vantage AMR       | M     | 7         | Accident            |
| Abd. | LMGTE Am | 777 | D'Station Racing             | Tomonobu Fujii Satoshi Hoshino Casper Stevenson (en)        | Aston Martin 4,0 L V8 Bi-Turbo | M     | 7         | Accident            |

## Pole position et record du tour
- Pole position :  Kamui Kobayashi (#7 Toyota Gazoo Racing) en 1 min 35 s 358
- Meilleur tour en course :  Kamui Kobayashi (#7 Toyota Gazoo Racing) en 1 min 36 s 696

## Tours en tête
- no 7 Toyota GR010 Hybrid - Toyota Gazoo Racing :  143 tours (1-16 / 32-33 / 61-62 / 73-93 / 96-172 / 176-200)[3]
- no 93 Peugeot 9X8 - Peugeot TotalEnergies :  17 tours (17-31 / 174-175)
- no 38 Porsche 963 - Hertz Team Jota :  10 tours (34-43)
- no 50 Ferrari 499P - Ferrari - AF Corse :  18 tours (44-60 / 173)
- no 6 Porsche 963 - Porsche Penske Motorsport :  9 tours (63-71)
- no 2 Cadillac V-Series.R - Cadillac Racing :  1 tour (72)
- no 99 Porsche 963 - Proton Competition :  2 tours (94-95)

## À noter
- Longueur du circuit : 5,793 km
- Distance parcourue par les vainqueurs : 1 158,600 km